# Fusteria Cornellà
La Fusteria Cornellà és una obra noucentista de Cornellà de Llobregat (Baix Llobregat) inclosa a l'Inventari del Patrimoni Arquitectònic de Catalunya.

## Descripció
Casa de planta baixa i pis, pintada de nou i destacant plenament les seves formes i ornamentacions. Coberta amb terrat pla, que destaca per les seves línies noucentistes dins d'una tendència neobarroca. Els florons sobre pilons que coronen la barana del terrat, les motllures ornades de sobre les finestres i les garlandes pintades i estucades que acompanyen ovals també estucats de la barana del terrat, són estilemes abarrocats. La preeminència de les balconades en les cases senyorials barroques troba en aquesta casa burgesa la resposta moderna del noucentisme. La balconada es combina amb una glorieta que magnifica la façana i centra la simetria d'aquesta a nivell del primer pis, tot i donant un caire higienista per les amples obertures de la glorieta orientada al sol del matí.